# Bond Bug

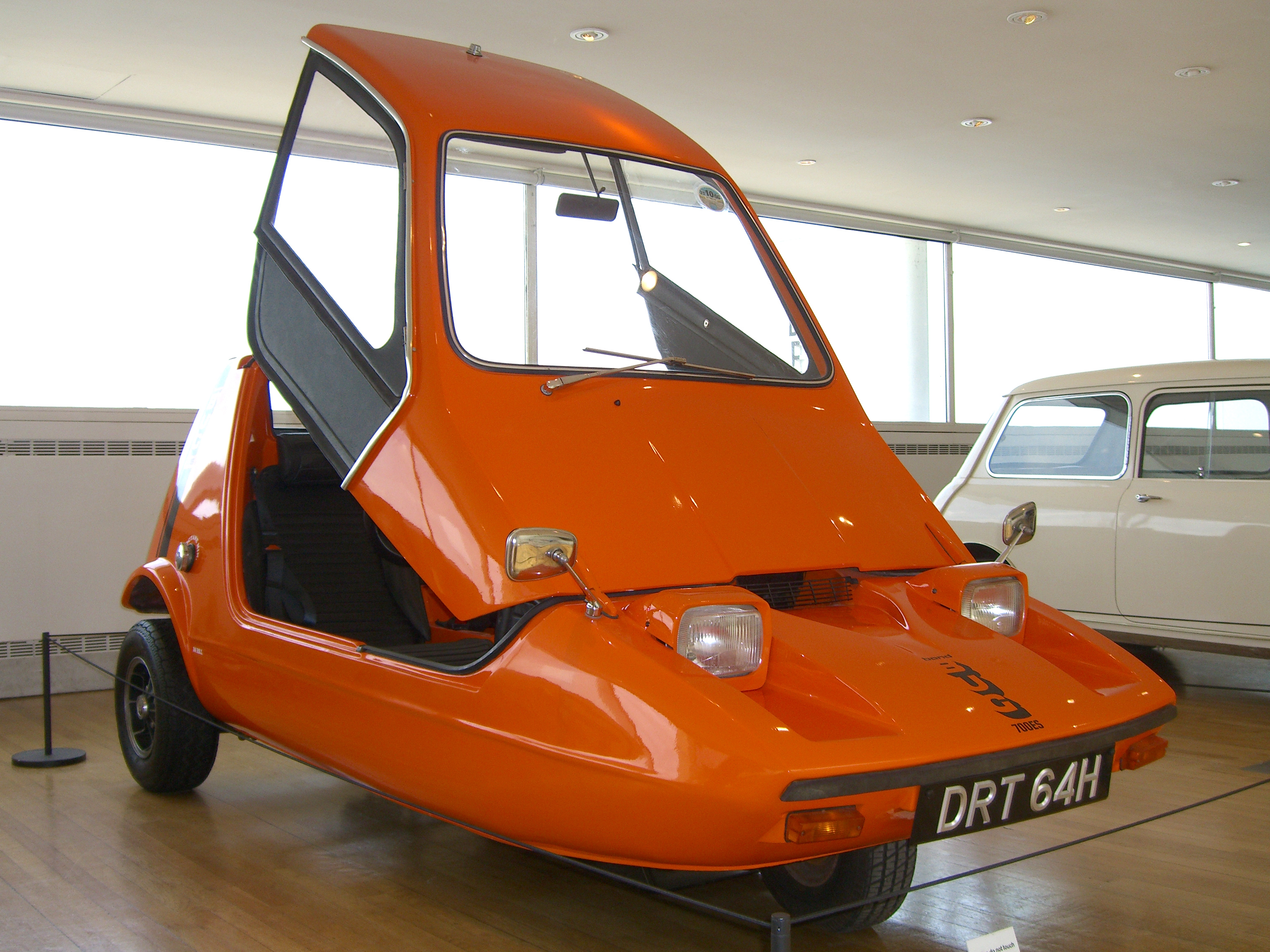
Bond Bug geöffnet

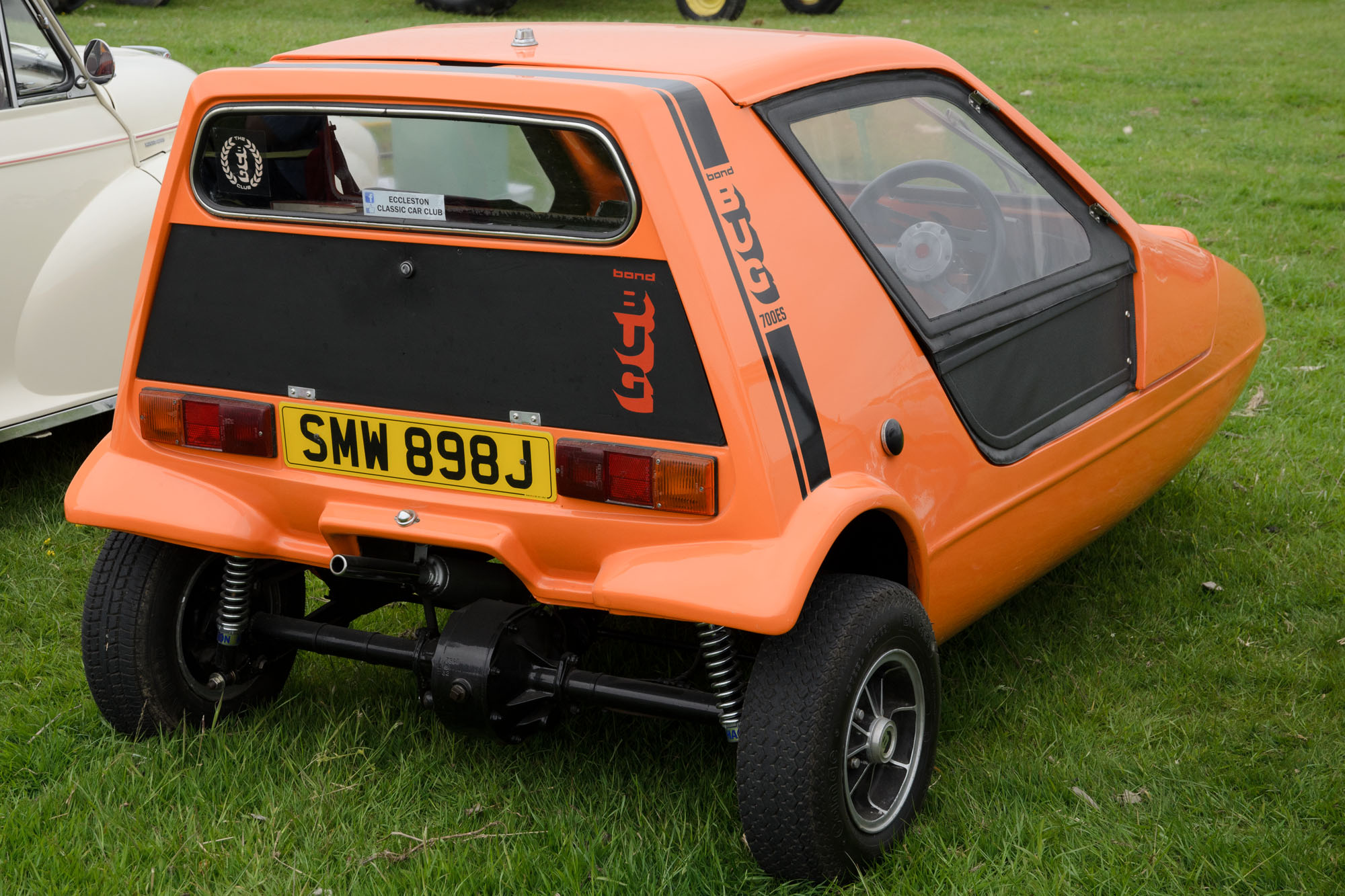
Heckansicht

Der Bond Bug ist ein zweisitziges Dreiradfahrzeug aus Großbritannien. Das Fahrzeugdesign stammt von Tom Karen, der bei Ogle Design angestellt war. Das Fahrzeug besticht durch seine kantige Form. Zum Ein- und Aussteigen wird das Oberteil der aus Kunststoff gefertigten Karosserie nach vorn hochgeklappt. Es wurde ausschließlich in einem Orangefarbton ausgeliefert, bis auf eine kleine Serie von Bond Bugs, die in einem knalligen Gelb auf den Markt kamen.
Reliant fertigte das Fahrzeug unter dem Namen Bond Bug, nachdem man die Bond Cars Ltd aufgekauft hatte, zuerst in Preston, dann in Tamworth. Die Antriebseinheit stammt aus dem Reliant Regal und hat 700 cm³ Hubraum. In den letzten Produktionsjahren wurde auch der 750-cm³-Motor aus dem Reliant Robin angeboten.
Angeboten wurden drei Varianten. Neben dem Grundmodell gab es eine E-Variante, die unter anderem mit einer Heizung ausgestattet war. Das ES-Modell wurde mit einer nochmals besseren Ausstattung, einem stärkeren Motor und mit Niederquerschnittsreifen ausgeliefert.
Die britische Webster Motor Company stellte von 1990 bis 1991 einige vierrädrige Fahrzeuge her, deren Design dem des Bond Bug nachempfunden war.

## Technische Daten
| Antrieb                           | 4 Zylinder Reihe Viertakt OHV                                       |
| Hubraum                           | 700 cm³ (später 750 cm³)                                            |
| Bohrung/Hub                       | 60,45 mm / 60,96 mm                                                 |
| Leistung                          | 21 kW (29 PS) bei 5000 min−1 (700 ES: 23 kW (31 PS) bei 5000 min−1) |
| Max Drehmoment                    | 47,8 Nm bei 3000 min−1 (700 ES: 51,5 Nm bei 3000 min−1)             |
| Verdichtung                       | 7,35:1 (700 ES: 8,4:1)                                              |
| Kühlung                           | Wasserkühlung                                                       |
| Kupplung                          | 15,875 cm Borg & Beck Trockenkupplung                               |
| Getriebe                          | 4-Gang, 2. und 3. Gang synchronisiert                               |
| Untersetzung 1. Gang              | 4,27:1                                                              |
| Untersetzung 2. Gang              | 2,46:1                                                              |
| Untersetzung 3. Gang              | 1,45:1                                                              |
| Untersetzung 4. Gang              | 1:1                                                                 |
| Untersetzung Rückwärts            | 5,49:1                                                              |
| Achsuntersetzung                  | 3,55:1                                                              |
| Radstand                          | 1955,8 mm                                                           |
| Spur                              | 1230,7 mm                                                           |
| Länge                             | 2794 mm                                                             |
| Breite                            | 1397 mm                                                             |
| Gewicht                           | 394 kg, 407 kg                                                      |
| Höhe                              | 1270 mm                                                             |
| Höhe mit aufgeklappter Karosserie | 2108,2 mm                                                           |
| Bodenfreiheit                     | 127 mm                                                              |
| Tankinhalt                        | 23 Liter                                                            |
| Karosserie                        | Glasfaserverstärkter Kunststoff                                     |
| Beschleunigung 0–60 mph           | 23,2 s                                                              |
| Höchstgeschwindigkeit             | 121 km/h                                                            |
| Stückzahl                         | 2268                                                                |

## Abweichende Angaben
Im Bericht Kurz gefahren: Bond Bug macht die österreichische Zeitschrift Austro-Motor in Heft Nr. 6 des Jahrgangs 1974 folgende Angaben. Der 700-cm³-Motor leistet 32 PS, die Höchstgeschwindigkeit liegt bei „knapp 130 km/h“, aus dem Stand beschleunigt der Bond auf 100 km/h in etwa 17 Sekunden. Der Wendekreis beträgt 7,5 m, auch im Stadtverkehr beträgt der Kraftstoffverbrauch „nie mehr als 6 L/100 km“. Das Getriebe ist schwer zu schalten, „volles Ausdrehen der Gänge ist aber auch mit einer kräftigen Geräuschentwicklung verbunden“.